# 氣槍

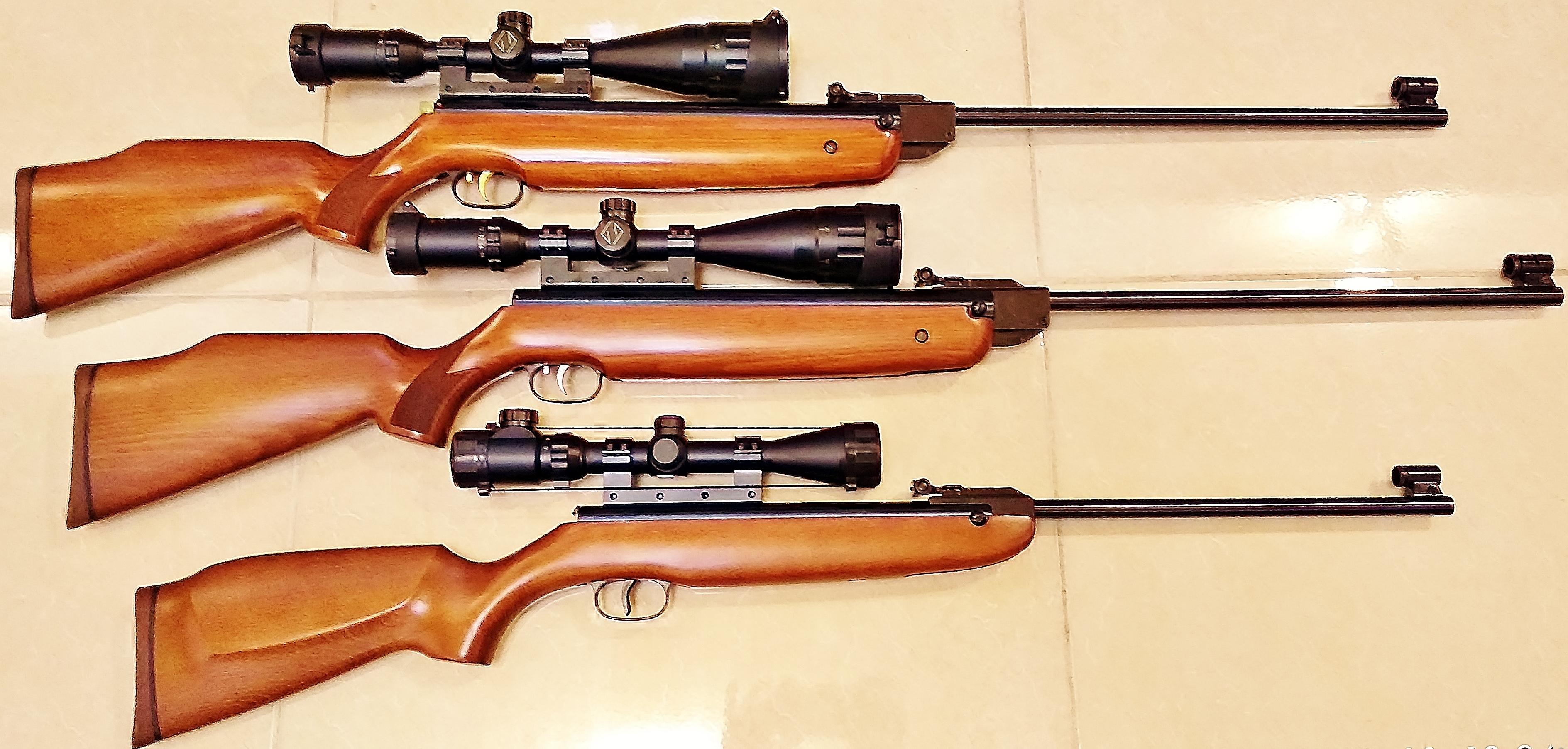
三款弹簧活塞气步枪

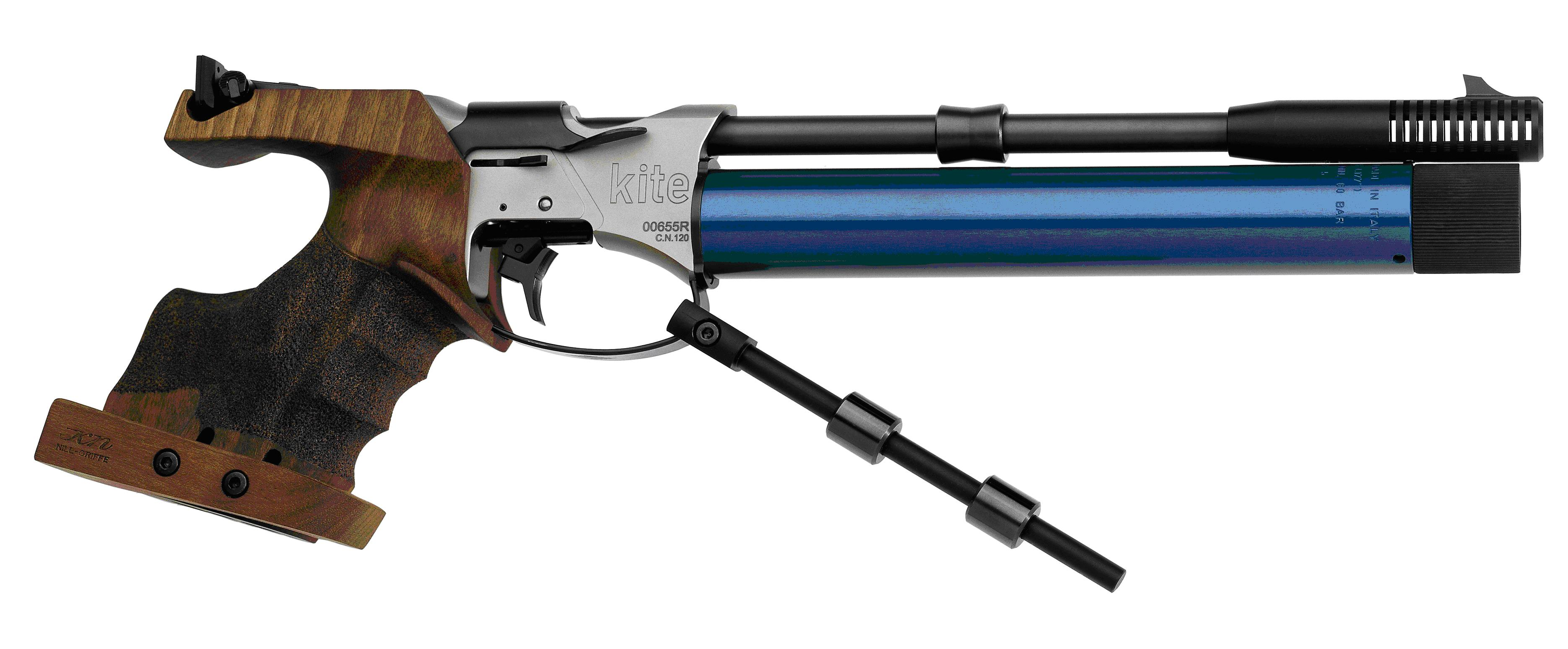
贝内利Kite预充气气手枪，可用于国际射击联合会10米气手枪射击比赛

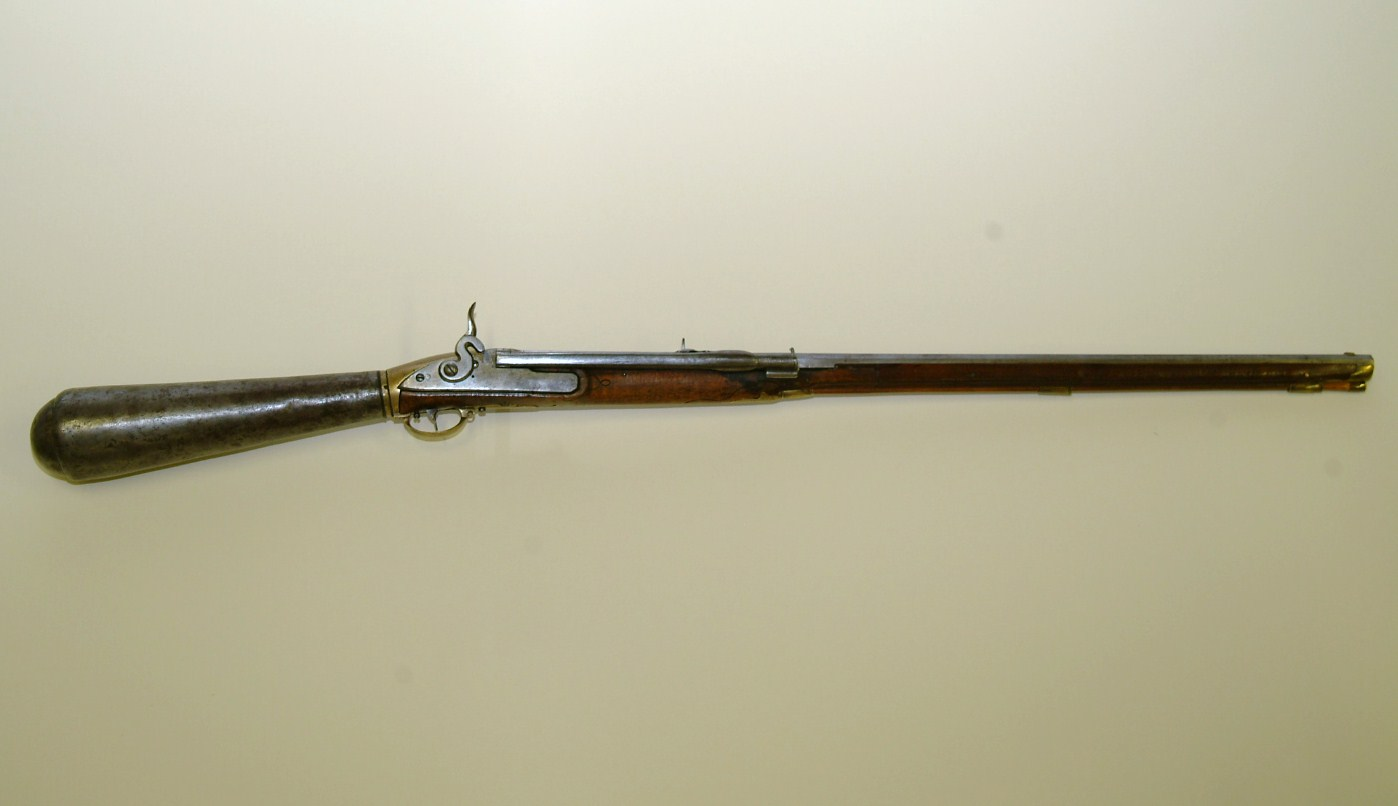
刘易斯与克拉克远征时期所用的奥地利基然都尼气步枪（Girandoni air rifle），大致产于1795年左右

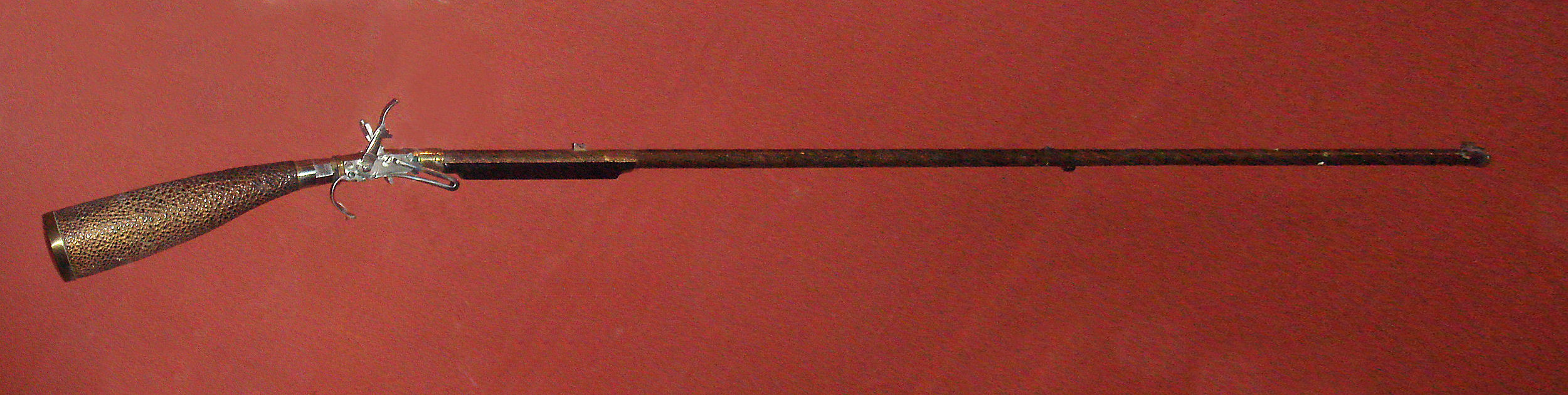
日本发明家国友一贯斋在1820～1830年间研发的国友气枪（Kunitomo air gun）

气枪（英語：或），是所有用压缩气体为动力发射抛射物（弹丸）的枪械的统称，包括气步枪、气手枪、气霰弹枪等。气枪与常见的火器类枪械最大的不同是弹丸的动能来源：火器依赖火药等推进剂的剧烈燃烧产生高能量膨胀气体来推动弹丸，动能来源于放热化学反应；而气枪则使用物理手段（气泵）进行机械做功产生加压气体喷射弹丸，动能来源不牵涉化学反应。气枪能产生的气体加压要远远低于火器（50倍大气压 vs. 几千倍大气压），因此气枪的威力（枪口动能）也通常大大弱于火器。
绝大多数气枪使用.177英寸（4.5）口径、两头粗中间细的金属粒弹丸（即弹粒），因此也称为粒弹枪（英語：pellet gun）。一些专门设计用来发射球状金属弹珠（英語：shot）的气枪被统称为BB枪（原因是这种气枪最早设计是用来发射直径0.180英寸的BB号铅制鸟弹丸）。除此之外，也有一些使用飞镖弹的气枪称为镖弹气枪（英語：flechette airgun）或气动针击枪（英語：pneumatic needlegun），如果所发射的飞镖弹上载有麻醉剂则称为麻醉枪；以及发射普通箭矢的箭矢枪（英語：arrow gun），也称气弩（英語：airbow）。
在生存游戏运动中使用的仿真枪发射的是6毫米或8毫米尺寸的球形塑料/树脂弹丸，枪口动能通常只在1—1.5焦耳（0.74—1.11英尺·磅）左右，远远低于普通气枪的威力（20焦以上），因此被称为软气枪（英語：airsoft gun）。与其相似的彩弹射击运动中使用的漆弹枪则发射的是17（.68英寸）尺寸、内有水溶性颜料并含有聚乙二醇的空心明胶弹丸。因为软气枪和漆弹枪的发射原理与普通气枪完全一致，只是结构、材料强度和威力被简化和大大弱化，故两者都是气枪的特殊分支。

## 历史
气枪是古老的气动技术的一个应用。最早的机械式气枪其历史可追溯至1580年，现珍藏于瑞典斯德哥尔摩皇家軍械庫博物馆。17世纪.30～.51口径的气枪被使用于狩猎中。这些气枪使用气泵来压缩空气，初速可达200—300 m/s（660—980 ft/s），也被用于军事行动中。
现代的气枪处于槍械管制法規的限制，通常动能较低。但也有一些高动能气枪用于狩猎，其初速通常可达330 m/s（1,100 ft/s），使用4.5（0.177英寸）口径的铅制蜂腰粒弹或球形金属弹。气枪的精度很高，在射击比赛如奥运会中被广泛使用，10米是常见的比赛射程。

## 动力来源
气枪根据动力组（英語：powerplant）的设计主要可以分成三大类：弹簧活塞式、气动式和压缩气体式。这三种设计在气步枪和气手枪上均有应用。

### 弹簧活塞式
弹簧活塞式气枪（英語：spring-piston air gun）的动力组分由弹簧（通常是钢制螺旋弹簧）和活塞气泵两部分组成。使用时通过扳动压簧杆将弹簧压缩，使其蓄有弹性势能；扣动扳机时被压缩的弹簧得到释放，在伸展反弹的过程中推动气泵的活塞在气缸中高速运动，并将缸中的空气迅速加压并通过气缸嘴迅速推出传至枪膛，进而喷动弹丸在枪管内前进。这种类型气枪的枪口初速最高可达380 m/s（1,200 ft/s），超过标准声速，但是由于常用铅弹的空气动力学外形较差导致其速度受到激波的影响较为严重，会导致弹丸飞行稳定性下降，因此通常会使用重弹将枪弹速度限制在240—270 m/s（800—900 ft/s）之间。
弹簧枪的压杆设计通常有如下几种
- 折管式（英語：break-barrel）
- 下压杆式（英語：underlever）
- 侧压杆式（英語：sidelever）
- 上压杆式（英語：overlever）

#### 气弹簧
气弹簧（英語：gas spring）也称气活塞（英語：gas piston）、气压棒（英語：gas ram）和气撑杆（英語：gas strut），因为常用的是惰性的氮气，因此也称为氮活塞（英語：nitro piston）。其原理与普通的弹簧活塞类似，主要区别是用封闭的活塞气缸取代机械弹簧，以气缸内气体被动受压时产生的压力势能取代弹簧受压时的弹性势能。相比机械弹簧，气弹簧不受金属疲劳影响，威力稍高且射击时的振荡更小更有利精度，但是制造成本较高。

### 气动式
气动式气枪（英語：pneumatic air gun）使用内部储存的压缩空气为动力，主要分为泵压式和预压式两种。通常枪内有一个储气腔或者自配气瓶，利用手动打气筒、外接的压缩气瓶或者压缩机向储气腔内充气加压，然后再通过阀门瞬间释放气压来喷射弹丸。
- 泵压式（英語：pump pneumatic），通过枪上自带的压杆气泵为枪内的储气仓加压。
  - 单次压气式（英語：single-stroke），通过一次压动压气杆，就可使储气腔中产生足够的气压。
  - 多次压气式（英語：multi-stroke），通过多次压动压气杆，使储气腔中产生足够的气压。相比单次压气式，多次压气式的优势在于可以根据目标和环境情况调整射击威力。
- 预压式（英語：pre-charged pneumatic，简称PCP），通过外置压缩器、气瓶等外部充气装置为枪内气瓶加压。特别型号可以做到半自动射击。

### 压缩气体
压缩气体枪（英語：compressed gas gun，简称CG gun）使用可以更换的外置气源发射枪弹，因为如今市面上的产品基本上都使用压缩二氧化碳，因此被概括称为二氧化碳枪（CO2 gun）。该类型动力也是气动式的一种，通常将气压势能储存于12克容量的压缩二氧化碳气瓶中，这种气瓶通常是一次性使用，但是也有少量可充气式二氧化碳气瓶应用于彩弹枪。二氧化碳气瓶的优点是结构简单并且不需要释压安全阀，其缺点是一次性使用、成本较高，而且做功气压低于预压式气枪，通常只能达到最高大约140 m/s（450 ft/s）的枪口初速。
还有一种较为少见的压缩气体枪，使用近年来彩弹枪中常用的高压空气（high-pressure air，简称HPA，也称N2）系统，通过将一个外置加压气瓶（通常是氮气）或空气压缩机（射击时压缩机也在同时运作）直接连接在枪上来提供即时的发射动力。
英国的萨克斯比-帕尔默（Saxby-Palmer）公司曾在1980年代在PCP气枪的基础上研发出一款用自带气仓的“气子弹”驱动弹粒的“舰旗”（Ensign）气枪。后来萨克斯比-帕尔默公司在1989年被著名气枪制造商布罗考克（Brocock）公司收购，改装成了“布罗考克气子弹系统”（Brocock Air Cartridge System，简称BACS）后更名为“纵联气子弹”（Tandem Air Cartridge，简称TAC）。使用这种常被俗称为“布罗考克子弹”（Brocock cartridge）的枪械不自带气仓，而是依赖外形相似中央底火子弹（通常是.38 Special尺寸）形状的气瓶作为“气子弹”，前方嵌有.177或.22口径的弹粒。在进行射击之前，气子弹需要预先使用手动气泵加压充气，然后像普通子弹一样被送入枪管中的膛室。射击时，击锤敲击弹壳底部中央，打开内部配有的冲击阀并释放内存的气体将弹粒射出，和操作普通火器枪械一样。这种“气子弹”系统可大大简化枪械本身的结构设计并完全避免PCP气枪常见的“做功曲线”，同时因为弹粒在射出前受到弹壳保护所以不会发生形变影响外弹道。步枪和左轮形态的布罗考克气子弹系统在1990年代和2000年代初曾在英美风靡一时，2002年的数据估计在英国有7～8万把此类枪械流通。但是少量民间非法改装简易枪支的案件导致了媒体狂热， 2002年初BBC报道称国家刑事情报服务（National Criminal Intelligence Service）的数据表明被非法改装的布罗考克气枪占警察收缴枪支数量的35%，曼彻斯特大都市警察的副局长大卫·麦克隆（David McCrone）更是告知BBC《新闻之夜》“有证据去禁掉他们了”。在2004年初英国政府推出《反社会行为法》（Anti-Social Behaviour Act）后，在英国如果没有枪械许可证拥有此类气枪被定为违法，布罗考克公司也随后停产了所有气子弹系统。

## 弹药

### 气枪粒弹

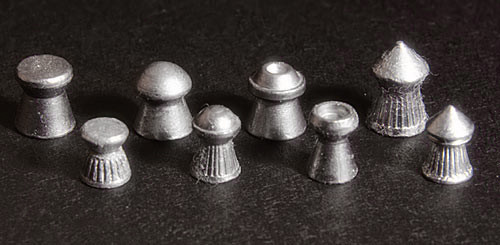
平头、圆头、空尖和尖头的蜂腰气枪弹，上排是.22 in口径，下排是.177 in口径

气枪粒弹（英語：air gun pellet）通常为两端粗中间细的空竹形，所以又称空竹弹（英語：diabolo pellet）、蜂腰弹（英語：wasp waist pellet），口径一般为4.5（0.177英寸）或5.6（0.22英寸），但通常要稍微比枪膛口径要小一点。弹丸的重心位于弹腰前方的实心弹头，而弹丸的后半部分则是通常为空心的伞状弹裙。蜂腰弹主要用于气步枪，成本相比球形弹丸较为昂貴，但是空气动力特征更优、精度较高。
在发射过程中，相对较软的薄壁弹裙会在后方气压的作用下变形膨胀，从而完全封闭枪膛保证气密性。如果发射使用的是枪管有膛线的气枪，弹头则可以接触膛线产生纵轴自转，从而增加弹道稳定性。而如果是从滑膛枪管中发射，因为弹丸头重尾轻，弹裙的阻力系数较大会产生向后的拉力，虽然会造成弹体减速但是能抵抗弹头指向的偏离，因而即使没有纵转也可以保证弹道稳定。此外，气枪弹基本上都是亚音速，因为太高的枪口初速会导致弹丸在飞行时受到前方空气阻力的应力发生形变甚至解体，而跨音速飞行则会因为逼近音障产生强烈的紊流使得弹丸姿态不稳定甚至开始翻滚导致平侧击中目标留下钥匙洞形状的弹孔。因此高威力的气枪通常会使用质量较重的弹丸以保证足够低于音速，通常会将枪口初速保持在最高不过900 ft/s（270 m/s），而气动性较差的平头弹（wadcutter）则会保持在600 ft/s（180 m/s）以下。

### 气枪块弹
随着高功率的PCP气枪在1990年代后开始普及，可以给枪弹提供比传统气枪更高的推进力，外形酷似19世纪早中期线膛铳使用的米尼弹的块弹（slug pellet）开始出现。块弹的外形更接近火器弹头，气动性更好，拥有远高于空竹弹的弹道系数，精准度、有效射程、穿透力和静止作用全部更优。缺点是因为没有弹裙，弹道一致性完全依赖膛线提供的旋转稳定，而与枪管内壁的接触面积大，需要克服的摩擦力也大，所以只能高功率气枪中使用。同时，因为块弹的形变性比空竹弹低，对普通气枪中常见的轻薄枪管适应性较差，需要配备专门为块弹特殊设计的厚重枪管。

### 球形弹

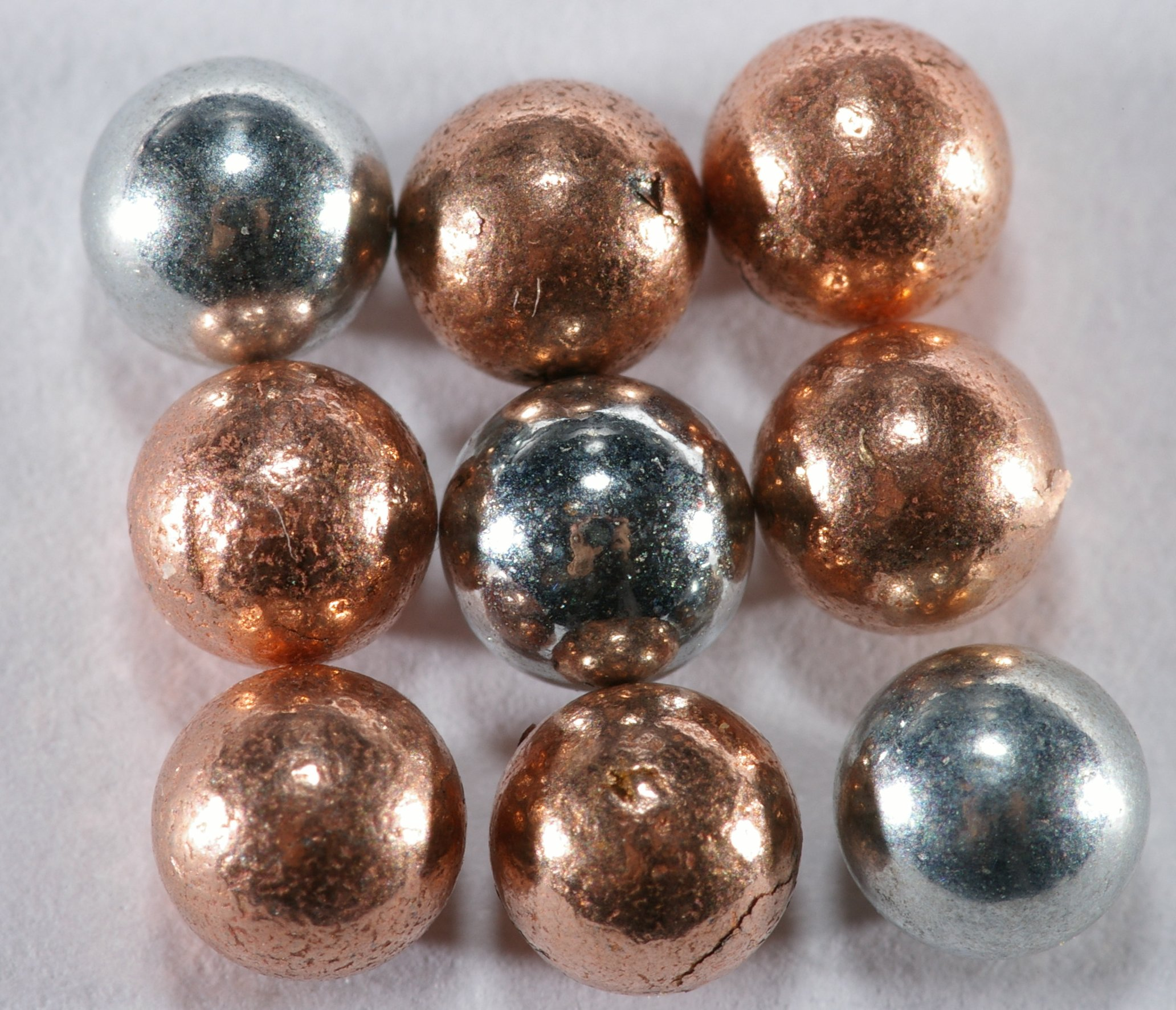
常见的镀铜和镀锌钢制弹珠

金属材质的球形弹（英語：round shot）也称为BB弹，原因是这种弹丸最早出现时采用的是霰弹枪鸟弹中常见的BB尺寸（0.180英寸直径）铅弹丸。专门设计用来发射BB弹的气枪通常被称为BB枪，其名源于气枪名厂雏菊制造公司（英語：Daisy Manufacturing Company）在1888年推出经久不衰的菊花BB枪（英語：Daisy BB gun）。BB弹通常是表面镀铜或镀锌的钢制圆球，口径为4.3—4.4（0.171—0.173英寸），质量在0.33—0.35克（5.1—5.4格令）之间。也有一些厂家还生产老式的铅弹球，口径稍微大些，质量在0.48—0.50克（7.4—7.7格令）之间，通常在带有膛线的枪管内使用。只要口径匹配，用普通气枪就可以发射BB弹；但专门用来发射球形弹的BB枪则无法发射普通的蜂腰气枪弹。
生存游戏中使用的球形塑料弹丸因为形状类似BB弹，也常常被俗称为BB弹，但这种叫法是不准确的。这种弹丸的直径一般为6毫米，僅在少数情况下会看到8毫米，重量在0.12—0.48克（1.9—7.4格令）之间不等。使用这种子弹的滑膛仿真气枪通常被称为软气枪。

## 口径
气枪的常见口径有如下几种：
- .177英寸（4.5）：最为常见的口径，用于国际射击联合会的比赛项目中，如奥运会。在一定的气枪枪口动能下，该口径弹道最为扁平，有利于高精度射击。
- .20英寸（5.1）：在一些欧洲产气枪中得到应用。
- .22英寸（5.6）：常见于狩猎用气枪。
- .25英寸（6.4）：常见的最大口径，一般用于高动能气步枪。
- .30英寸（7.62）：在一些狩猎和长距离专业比赛中开始出现。
- .357英寸（9.1）：某些Crosman公司产气枪使用该口径。

## 國際競賽項目

### 10公尺空氣手槍
- 10公尺空氣手槍男子組
- 10公尺空氣手槍女子組
- 10公尺空氣手槍團體組